# Venido a menos
 Venido a menos es una película de Argentina en colores dirigida por Alejandro Azzano según su propio guion escrito en colaboración con Camilo Cappelletto, Carlos Defilippis Novoa, Daniel Fernández y Bernardo Nante que se estrenó el 11 de octubre de 1984 y que tuvo como principales intérpretes a Fernando Siro, Fernanda Mistral, Irma Córdoba y Silvia Folgar. Producido en 1981, su estreno fue demorado por razones políticas.

## Sinopsis
Para seguir aparentando una posición que ya no tienen, una familia de clase alta venida a menos se muda a la casa de una tía adinerada.

## Reparto
- Fernando Siro ... Alfredo
- Fernanda Mistral ... Beba
- Irma Córdoba ... Mimí Vermet
- Silvia Folgar ... Josefina "Finita"
- Sebastián Larreta ... Alzamendi
- Fernando Madanes
- Elena Cruz
- Graciela Gramajo
- Marita Ballesteros
- Augusto Larreta
- Javier Portales
- Laly Cobas
- Stella de la Rosa

## Comentarios
La Voz del Interior escribió:

«Pobrísima versión de un oligarca cine nacional venido a menos.»

Fernando Brenner en Tiempo Argentino escribió:

«Cinco guionistas pero pocas ideas… Si había una idea interesante a desarrollar y profundizar los guionistas se quedaron a mitad de camino en todo. Sin respaldo fuerte el film es insalvable.»

La Razón opinó:

«El comienzo es promisorio… el planteo es rápido y claro… Esta introducción dura aproximadamente 10 minutos. Los restantes 75 se desbarrancan lentamente en un gran lugar común»

Manrupe y Portela escriben:

«Interesante en lo temático, de despareja realización.»